# Androcymbium vanjaarsveldii
Androcymbium vanjaarsveldii là một loài thực vật có hoa trong họ Colchicaceae. Loài này được U.Müll.-Doblies & al. miêu tả khoa học đầu tiên năm 1998.